# 삼성 갤럭시 S III 미니
삼성 갤럭시 S III 미니(Samsung GALAXY S III Mini)는 삼성전자에서 제조/판매하는 안드로이드 스마트폰이다.
2012년 11월에 출시했다.

## 연혁
- 2012년 10월 : 제품 발표[3]
- 2012년 11월 : 제품 출시

## 색상
- 페블 블루
- 마블 화이트
- 오닉스 블랙
- 가넷 레드
- 엠버 브라운
- 타이탄 그레이

## 운영 체제/소프트웨어

### 안드로이드 4.1 젤리빈
안드로이드 OS 4.1.1 젤리빈을 탑재하여 출시했다.
4.1.2 젤리빈으로 업그레이드 되었다.

#### 특수 기능
- S 빔

- 스마트 스테이 :앞면 카메라를 통해 사용자의 눈동자와 얼굴을 인식하여 사용 중일 때에는 디스플레이가 꺼지지 않도록 유지한다.[3]

- 스마트 로테이션 : 중력방향에 의해서 자동회전을 하지 않고 앞면 카메라를 통해 사용자의 얼굴을 인식하여 자동회전여부를 결정한다.[3]

- S 보이스 : 대화형 음성제어 시스템으로, 소프트웨어와 자연어 대화를 통해 특정 기능을 작동하여 각종 기능을 실행한다.

- 다이렉트 콜 : 문자 전송할때, 부재중 전화시, 전화번호 검색 등 전화번호가 화면에 보일 때 휴대전화를 귀에 대면 바로 전화가 걸린다.[3]

- 팝업 플레이 : 동영상을 작은 팝업창 형태로 재생하는 기능으로, 동영상이 팝업창 형태로 떠 있는 동안에는 화면의 일부분만 점유하며, 다른 애플리케이션을 사용할 수 있다.<re name=F/>

## 같이 보기
- 삼성 갤럭시 S III